# Макеев, Николай Васильевич
Николай Васильевич Макеев (Makeev N.; 19 ноября 1887, Иваново-Вознесенск, Владимирская губерния (ныне Иваново) — январь 1973 года, Йер, департамент Верхние Пиренеи, Франция) — журналист, художник. Доктор философии и истории. Член партии социалистов-революционеров. Член Учредительного собрания.

## Биография
Николай Макеев родился 19 ноября 1887 в городе Иваново-Вознесенск, Владимирской губернии. Он окончил филологический факультет Московского университета[когда?] и остался там же на кафедре философии, где [когда?] получил диплом доктора философии и истории.
[когда?] Макеев вступил в партию социалистов-революционеров, от которой [когда?] был избран в Учредительное собрание. После революции Макеев эмигрировал во Францию. Он был одним из лидеров Объединения земских и городских деятелей за границей и Российского земско-городского комитета помощи беженцам (Земгор). С 1919 по 1921 год Макеев был секретарём Г. Е. Львова, а в 1921 году участвовал в парижском Совещании председателей земских и городских организаций.
За границей Макеев жил в Лондоне и в Париже, работал как журналист. С 1921 по 1922 год он был членом (президиума) Лондонского Российского общественного комитета помощи голодающим в России, а также входил в культурно-просветительскую комиссию при Русской академической группе в Лондоне. Макеев также читал лекции в Русском народном университете в Лондоне и публиковался в парижском журнале «Современные записки».
В качестве художника Макеев участвовал в Салоне Независимых (1933), а также в выставках работ русских художников в Праге (1935) и в парижской выставке «В честь Победы» (1946). Его картина «Окрестности Парижа» (1931 год) хранится в Государственном музее изобразительных искусств Республики Татарстана.

## Личная жизнь
- Первый брак (с середины 1920-х до середины 1930-х годов): был женат на Рахили Григорьевне (Гиршевне) Гинцберг (1885, Киев — 1957, Тель-Авив), адвокате, дочери литератора Ушера Исаевича Гинцберга (публиковавшегося под псевдонимом Ахад-ха-Ам); первый брак Рахили Гинцберг с М. А. Осоргиным распался в 1923 году в Германии, после чего Р. Г. Осоргина-Гинцберг повторно вышла замуж за Н. В. Макеева[1][2][3][4].
- Вторым браком (1936—1947) был женат на Нине Николаевне Берберовой, которая незадолго до этого брака рассталась с В. Ф. Ходасевичем.

## Связи
- ВЫСТАВКА «В ЧЕСТЬ ПОБЕДЫ». Союз советских патриотов. Париж, 4, rue de Gallièra, 16e. Открыта 6 июля 1946 г.
- РЕТРОСПЕКТИВНАЯ ВЫСТАВКА РУССКОЙ ЖИВОПИСИ XVIII–XX ВВ. Прага, дворец Клам-Галласов, 9 марта – конец мая 1935 г.